# Rocca di Tentennano

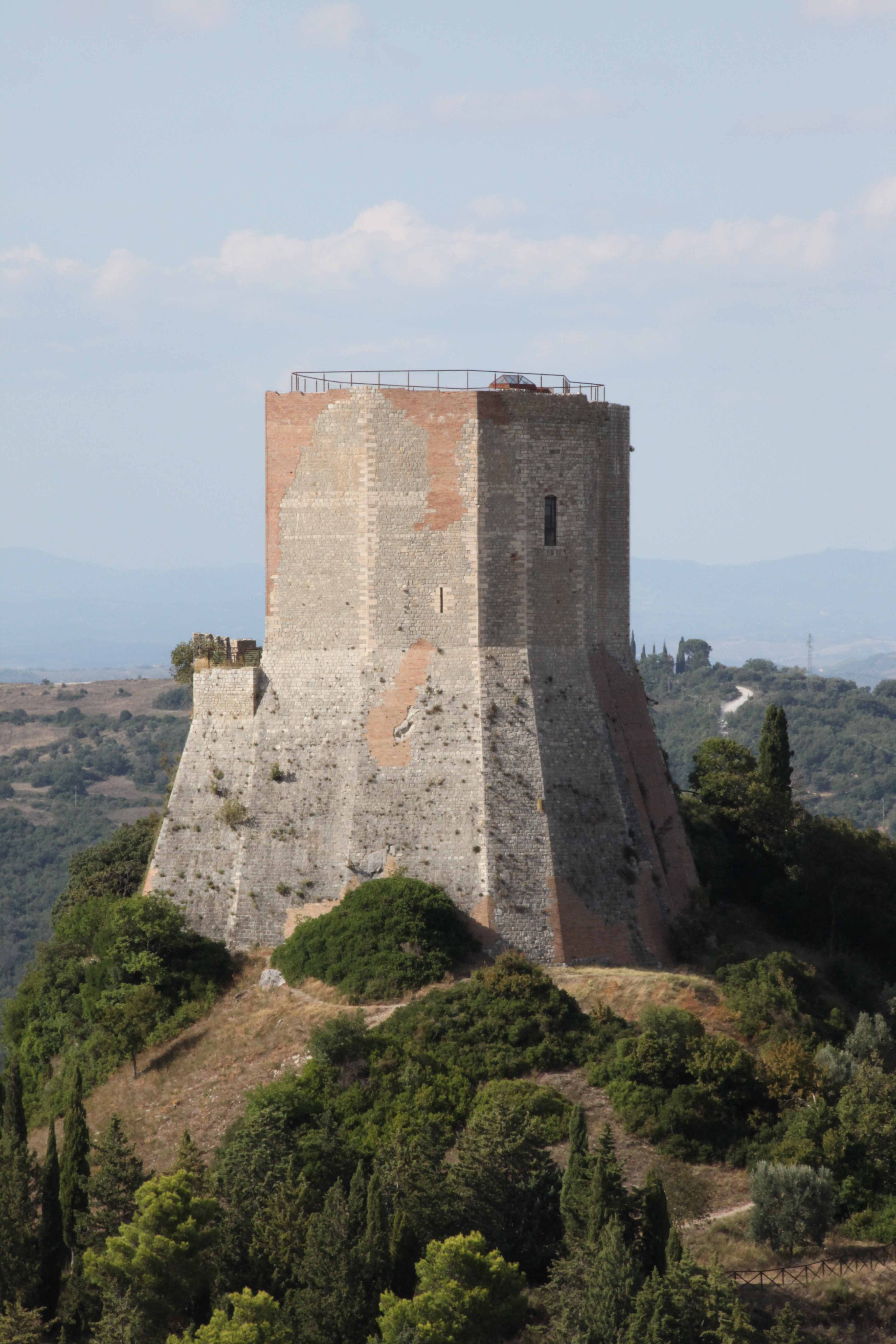
Rocca

La Rocca di Tentennano è la torre medievale che domina il borgo di Rocca d'Orcia.

## Storia
Costruita come prolungamento dello sperone roccioso, e circondata da più cinte murarie che l’hanno resa imbattibile a qualunque tipo di attacco, la Rocca di Tentennano è l’unica fortezza in Val d'Orcia a non essere mai stata espugnata con la forza. 
Nell'853 già presente in questo luogo un insediamento denominato Tintinnano, termine collegato a Tetena, nome della famiglia etrusca che risiedeva in questa zona. Una prima fortificazione si fa risalire al XI-XII secolo, quando questo territorio era parte dei possedimenti della famiglia dei Tignosi, vassalli dei conti Aldobrandeschi, proprietari anche dei vicini Castelli di Vignoni Alto e Bagno Vignoni. Fin dalla sua costruzione la Rocca di Tentennano ha svolto la funzione di “sentinella” sulla Val d’Orcia ed è stata uno dei principali avamposti sulla via Francigena, la “strada” medievale di collegamento fra l'Europa del nord e Roma, asse commerciale transitata da viaggiatori di ogni sorta e rango.
Nel 1251 la Rocca passò alla Repubblica di Siena che fece importanti lavori di ristrutturazione ma che, a distanza di pochi anni, già nel 1274, la cedette alla famiglia senese dei Salimbeni per estinguere i debiti contratti per pagare l’esercito vittorioso della battaglia di Montaperti (1262). Il possesso della potente famiglia si protrasse per tutto il Trecento, quando si aprì un profondo conflitto con il Comune di Siena.
Nell’anno 1377, è documentato alla Rocca il soggiorno di Caterina Benincasa, la futura Santa Caterina da Siena, che giunse fino a qui per riconciliare i due rami della famiglia Salimbeni che si combattevano senza tregua in una lotta fratricida. La Santa rimase ospite alla Rocca dove, secondo la leggenda, ricevette miracolosamente il dono della scrittura: al risveglio da un sonno, prese la penna in mano e cominciò a lavorare al Dialogo della Beata Provvidenza, tra i suoi componimenti più importanti.

## Descrizione
La rocca è costruita in pietra calcarea locale e ha la struttura tipica del castello - recinto, l’area recintata era infatti quella della spianata sommitale, mentre tutto intorno, anche nell’attuale pianoro lasciato ad area verde, fino al Settecento si intrecciavano strade e piccole piazze, di cui restano poche vestigia sul versante sinistro degli scalini che conducono al cassero. Nell’area del castello (attuale parco) vi era anche un pozzo che è stato coperto in occasione dei restauri. L’apparato difensivo assecondava l’asprezza dello scoglio su cui la Rocca è costruita ed era predisposto secondo un sistema di recinti murari diversi. Del più esterno di questi circuiti, restano aree di mura nella zona più bassa del paese, questa cerchia aggirava a semicerchio la collina racchiudendo tutto il borgo sottostante. Nei tratti scendenti delle mura, si aprivano due porte, entrambe rivolte a sud, una delle quali in prossimità del cancello d’ingresso, conserva le tracce di passaggio al secondo perimetro. 
Dall’alto la fortezza dominava sia il paese che la valle ed aveva principalmente la funzione di avvistamento, ma anche un luogo dove vivere, un’abitazione in tutti i sensi. Alla torre era affiancato il Cassero con le mura perimetrali che, come ancora oggi si può vedere, costituiscono un pentagono irregolare. Questo spazio chiuso, era destinato esclusivamente alle funzioni militari come dimostra la polveriera, di cui rimangono i resti al centro del cortile.

## Restauro
I lavori di restauro della Rocca iniziarono nel 1975, quattro anni dopo la donazione delle ultime proprietarie allo Stato italiano. Una prima fase dei lavori ha avuto carattere conservativo e integrativo per il recupero della struttura, sono state tamponate le parti mancanti i filaretti di pietra con mattoni a faccia vista, in modo da evidenziare le parti originali dai rifacimenti. Le porte e le finestre sono state corredate di infissi metallici. I piani, che un tempo erano comunicanti grazie a scale di legno ritraibili, incompatibili con l’uso odierno, sono stati collegati attraverso scale con grigliati e fili metallici. L’intervento di restauro più recente, ha mirato infine a un recupero funzionale dell’edificio, garantendo l’accessibilità e l’uso degli spazi interni.

## Spazio espositivo
Dopo il restauro la torre è diventata spazio espositivo e opita mostre temporanee, con la Sala d'Arte San Giovanni costituisce il circuito museale di Castiglione d'Orcia e afferisce a Fondazione Musei Senesi.